# تپه گورستان تاس کند
تپه قبرستان تاس کند مربوط به دوره نوسنگی است و در شهرستان تکاب، بخش مرکزی، دهستان کرفتو، روستای تاس کند واقع شده و این اثر در تاریخ ۷ اسفند ۱۳۸۵ با شمارهٔ ثبت ۱۷۷۴۲ به‌عنوان یکی از آثار ملی ایران به ثبت رسیده است.